# Тур Британии
Тур Британии (англ. Tour of Britain) — шоссейная многодневная велогонка, проходящая по дорогам Великобритании с перерывами и под разными названиями с 1945 года.

## История

### Происхождение

Постер гонки
"Brighton-Glasgow" 1947 года

Постер гонки
"Tour of Britain" 1951 года

Тур Британии берёт свое начало в споре между велогонщиками во время Второй мировой войны. Британский административный орган, Национальный союз велосипедистов (National Cyclists' Union или NCU), с 19-го века опасался, что массовые гонки на дорогах поставят под угрозу все гонки, включая проводимые ранним утром c раздельный стартом и первоочерёдно само место велосипедистов на дороге.
Гонка, организованная из Лланголлена в Вулвергемптон 7 июня 1942 года, вопреки NCU, привела к запрету её организаторов и гонщиков. Они сформировали новый орган, Британскую лигу гоночных велосипедистов (British League of Racing Cyclists или BLRC), который хотел не только массовых гонок, но и британской версии Тур де Франс.
Первой многодневной гонкой в Британии был Southern Grand Prix в Кенте, прошедший в августе 1944 года. Его выиграл Ле Плюм из Манчестера. Победителем первого этапа стал Перси Сталлард, организатор гонки Лланголлен-Вулверхэмптон в 1942 году.
Этот опыт побудил BLRC принять участие в более крупной гонке - Victory Cycling Marathon (Велосипедном марафоне Победы), чтобы отпраздновать окончание войны в 1945 году. Она проходила по маршруту, состоящему из пяти этапов, от Брайтона до Глазго. Её победителем стал француз Робертом Бато, причём французы заняли шесть мест в первой десятке, выиграли горную и командную классификации.
Чес Мессенджер, официальный представитель и историк BLRC, сказал:

Никто никогда не устраивал многодневные гонки в этой стране
кроме Southern Grand Prix, а щё меньше людей её видели. Она была настолько сырой, что Джимми Кейн (организатор) даже написал в Auto-Cycle Union - орган для мотоциклетных гонок - и флаги, которые они использовали, были взяты в качестве руководства к тому, что было нужно. Каин вспомнил ненадежный бюджет: £ 44 вступительный взнос, £ 130 из моих собственных средств и £ 16 когда я прошёлся со шляпой после этапа в Брэдфорде.
Оригинальный текст (англ.)No one had ever put on a stage race in this country, other than the Southern Grand Prix, and even fewer people had even seen one. So raw were they that Jimmy Kain (the organiser) even wrote to the Auto-Cycle Union – the body for motorcycle racing – and the flags used by them were taken as a guide to what was needed. Kain recalled the precarious budget: "£44 entry fees and £130 of my own money and £16 when I went round with the hat after the Bradford stage.

Писатель Роджер Сен-Пьер сказал:

Сообщалось, что 20000 смотрели старт, но я видел картину, которая могла бы указывать, что она была, вероятно, в три или четыре раза больше этого числа. Хотя посторонние не увидели, что это было просто ветхим делом, когда гонщики заканчивали этапы часто на много миль дальше чем предполагалось, так как им приходилось искать кровать на ночь - более бедные гонщики вынуждены были проводить ночь, сгрудившись в сараях, сеновалах или даже под живыми изгородями. 
Оригинальный текст (англ.)It was reported that 20,000 watched the start but I've seen a picture which would indicate it was probably three or four times that number. What outsiders didn't see though was just what a ramshackle affair it all was, with riders finishing stages often miles longer than billed then having to find a bed for the night – with the poorer riders ending up spending the night huddled in barns, haylofts or even under the hedgerows.

BLRC не был признан мировым руководящим органом, Union Cycliste Internationale, и поэтому он привлекал своих французских гонщиков из другой повстанческой организации, Fédération Sportive et Gymnastique du Travail, используя в качестве связующего звена французских владельцев кафе в Сохо и Лондоне.

### Спонсоры и политика
Гонка под названием Victory Cycling Marathon проводился на те небольшие деньги, которые BLRC мог собрать. Гонщики останавливались в дешёвых пансионатах, а чиновники использовали свои машины. В 1947 году газета "News of the World" выделила гонке 500 фунтов стерлингов, которая тогда называлась Brighton-Glasgow (Брайтон-Глазго). Но в конце года она прекратила поддержку, обеспокоенная внутренними аргументами, которыми BLRC ставила в тупик с самого начала. В 1950 году спонсором гонку выступила ещё одна газет — Sporting Record, а в 1951 году - Daily Express.
Велогонщик Джон Деннис сказал в 2002 году:

Самый эффективный спонсор "Тура Британии" (Daily Express) был потерян в результате постоянных споров между конкурирующими должностными лицами и организациями. Я был сотрудником пресс-службы директора по рекламе "Экспресса" Альберта Ашера и видел, как все это происходит. Он был расстроен мелкими разногласиями и решил вместо этого поддержать новый турнир в автоспорте Формулу-1.
Оригинальный текст (англ.)"The most effective sponsor of the Tour of Britain (the Daily Express) was lost as a result of the constant bickering between rival officials and organisations. I was the press officer to the Express publicity director, Albert Asher, and saw it all happen. He was upset by the petty disagreements and decided to support the new Formula 1 motor-racing instead."

В 1954 году спонсором стала компания Quaker Oats, а затем в 1958 году Milk Marketing Board.

### Milk Race

Постер гонки
"Milk Race" 1973 года

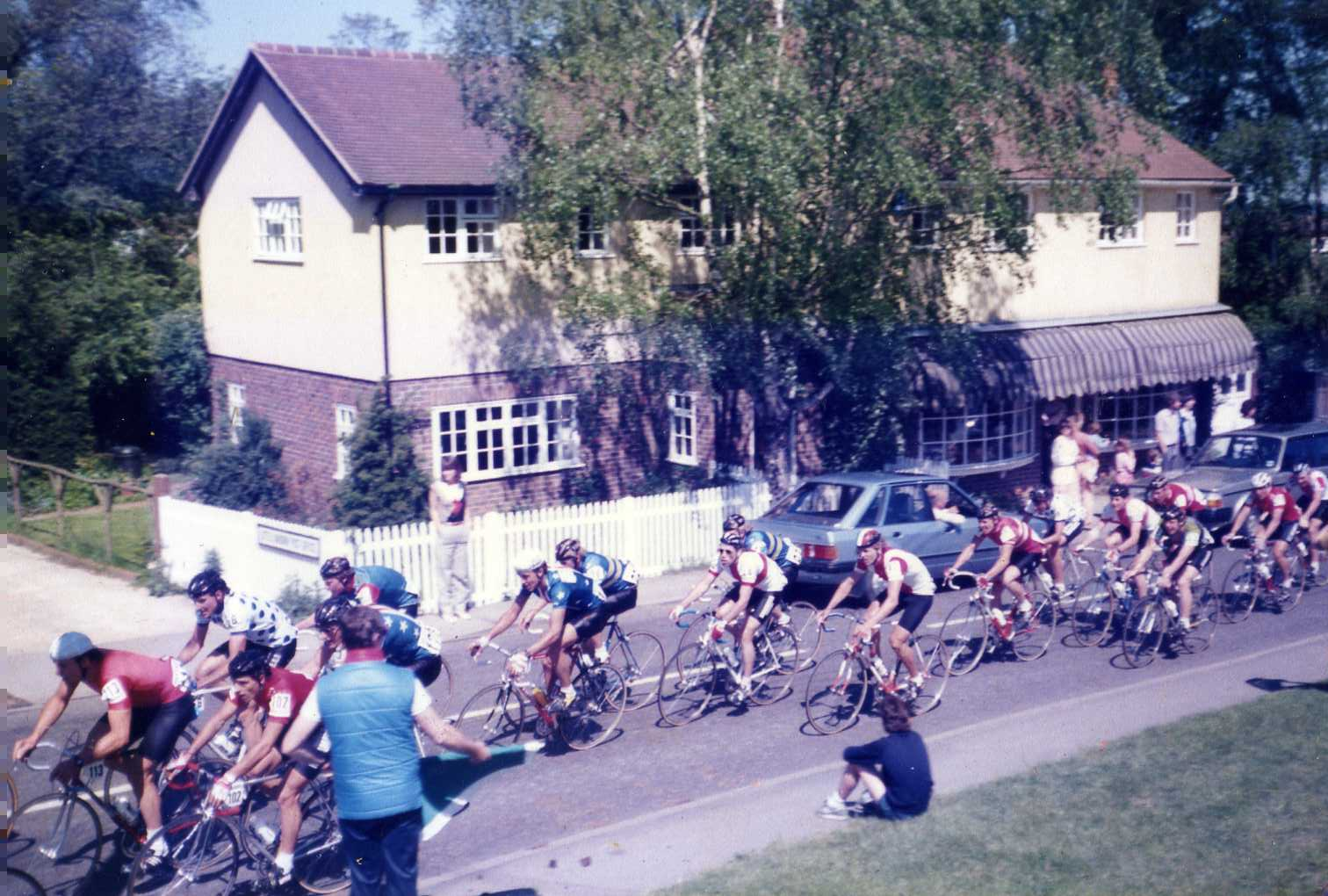
В Литл-Баддо, 1985 год

Milk Marketing Board (MMB) был монополистом по продажам для молочных фермеров в Англии и Уэльсе. Полупрофессиональный велогонщик из Дерби Дейв Орфорд попросил MMB заплатить за размещение надписи "Пейте больше молока" на майке каждого полупрофессионального или независимого гонщика в стране. За это MMB тогда сможет объявить, что гонки выиграны из-за свойств молока, а победитель получит бонус в 10 фунтов стерлингов.
Полупрофессиональный велогонщик из Дерби Дейв Орфорд первоначально предложил MMB заплатить за размещение надписи "Пейте больше молока" на майке каждого полупрофессионального или независимого гонщика в стране и 10 фунтов стерлингов победителю гонке. В замен MMB получить право на рекламу и сможет объявить, что гонки выиграны из-за свойств молока.
Орфорд встретился с сотрудником по рекламе MMB Регом Пью в штаб-квартире совета в Темс-Диттоне, к западу от Лондона. Орфорд сказал:

В конце дискуссии он заявил, что MMB предпочёл бы спонсировать крупный международный марафон. Так родилась Milk Race в переводе с англ. — «Милк Рейс», «Молочная гонка» или «Тур по Британии», который начался в 1958 году и длился 35 лет - самое продолжительное спонсорство чего-либо в Великобритании когда-либо.
Оригинальный текст (англ.)At the end of the discussion he stated that the MMB would prefer to sponsor a major international marathon. So the Milk Race, the Tour of Britain, was born, starting in 1958 and lasting for 35 years, the longest cycle sponsorship in the UK ever.

Первые две гонки были открыты для полупрофессионалов, но с 1960 по 1984 год она была открыта только для любителей. С 1985 по 1993 год был открыт как для любителей, так и для профессионалов. После 1993 года Молочная гонка закончилась, так как MMB был свёрнут из-за европейских монопольных законов.
В годы наибольшей популярности это двухнедельная гонка имела статус, подобный Велогонке Мира, потому что в нем приняли участие многие иностранные команды. Советские велогонщики семь раз становились её победителями, а всего на их счету 15 подиумов.
С 1955 по 1983 год компанией MMB спонсировалось гонка Scottish Milk Race, проходившая по территории Шотландии.
В 1978 году прошла многодневная гонка Tour Britain Open в которой принимали участие профессионалы и любители. Победу одержал представитель Нидерландов Йохан ван дер Вельде.
В 1987 году была выпущена видеоигра "Milk Race".
Название "Молочная гонка" было возрождено в мае 2013 года в качестве ежегодного однодневного критериума в Ноттингеме с участием элитных мужских и женских гонок. Мероприятие организовано Тони Дойлом в качестве директора гонкам и спонсируется Dairy Council и Milk Marketing Forum..

### Kellogg's Tour и Prudential Tour

Логотип гонки "Kellogg's Tour"

Логотип гонки "Prudential Tour"

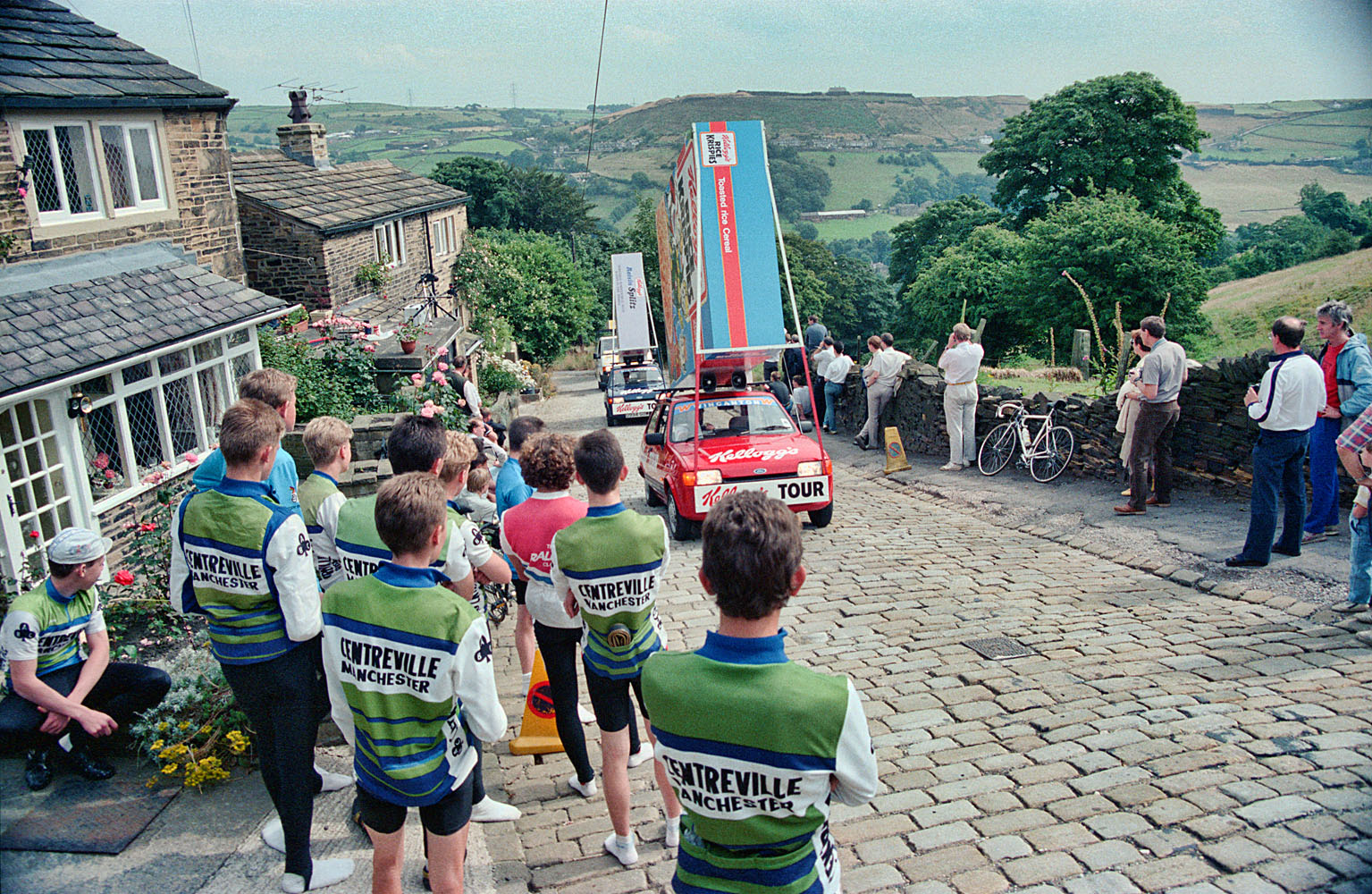
Прохождение рекламного каравана перед гонкой возле Галифакса. Примерно 1988 год.

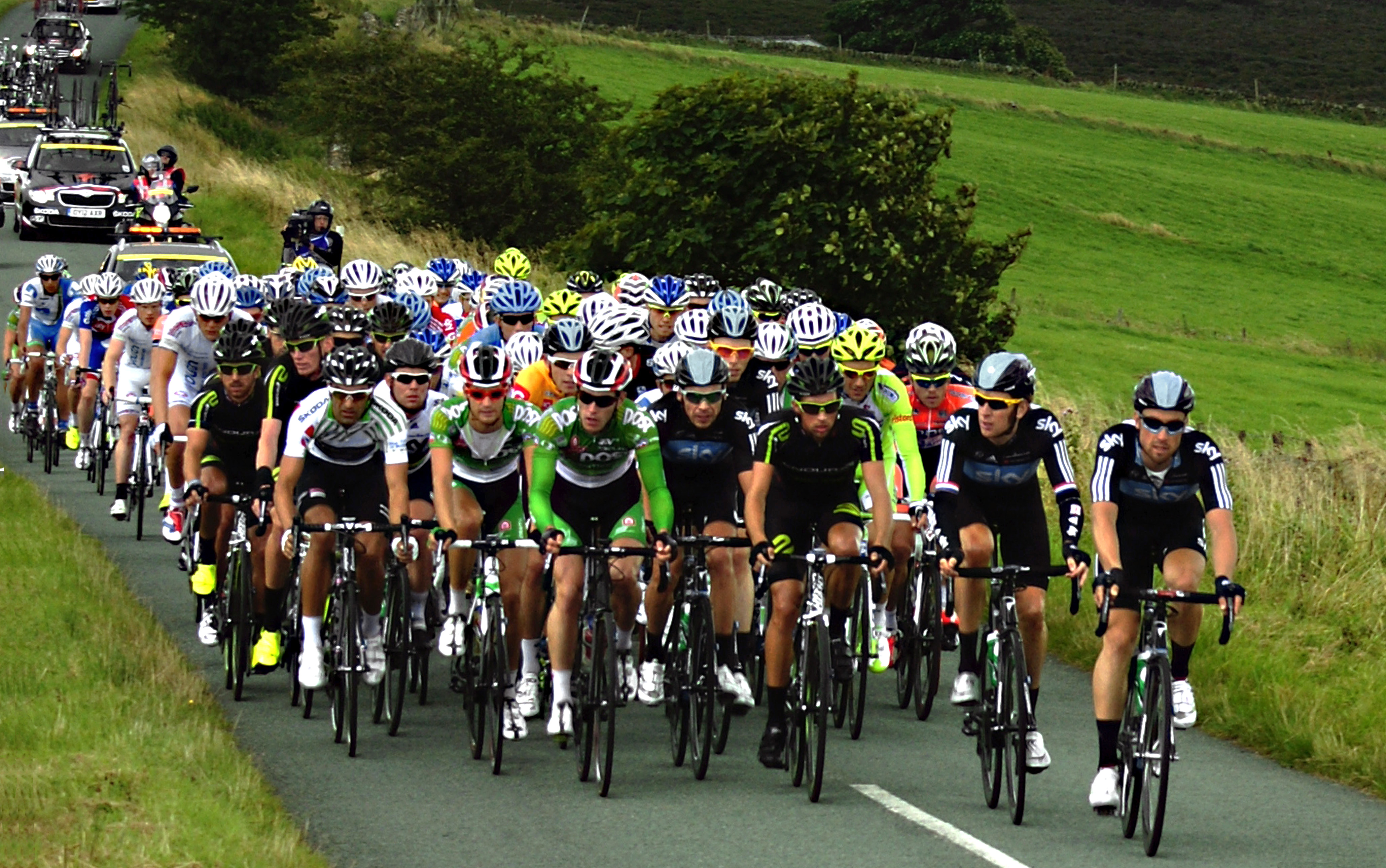
2012 год

Профессиональный Kellogg's Tour (Тур Келлогга) проводился в Британии восемь лет с 1987 по 1994 год. Этот тур, особенно в его ранние годы, характеризовался очень длинными холмистыми этапами, типичным примером которого является этап из Ньюкасла-на-Тайне в Манчестер через Йоркшир-Дейлс в 1987 году. Prudential PruTour (PruTour), спонсируемый Prudential, проводился дважды в 1998–1999 годах. Опасения по поводу безопасности во время гонок способствовали прекращению проведения обоих гонок  из-за отказа от них спонсоров. В случае Тура Келлогга это последовало после того как обычный водитель врезался в пелотон в Озёрном крае. А в случае PruTour полицейский мотоциклист погиб в результате столкновения с автомобилем возле Вустера.
В 1986 году была выпущена видеоигра "Kellogg's Tour 1988".

### Tour of Britain (с 2004 года)
После пятилетнего перерыва гонка вернулась в 2004 году под названием Tour of Britain (Тур Британии). Его маршрут состоящий в тот год из пяти этапов постепенно увеличился до восьми к 2008 году. Как и предыдущий PruTour, это профессиональная мужская гонка, привлекающая команды Мирового тура, хотя также выступают полупрофессиональные команды и любительская сборная Великобритании.
Дебютная гонка после перерыва была организована компанией «Tour of Britain/ SweetSpot» в сотрудничестве с Британской федерацией велоспорта (British Cycling Federation или BCF) и была проведена в рамках календаря UCI с категорией 2.3. Директор-основатель и директор последней гонки до перерыва Тони Дойл при спонсорской поддержки агентства регионального развития сумел привлечь такие команды как T-Mobil и U.S. Postal Service. Его кульминацией стал критериум на 72 км в Лондоне, где по оценкам за ним наблюдали 100 000 зрителей увидели длительный отрыв в исполнении Брэдли Уиггинса продолжавшийся до предпоследнего круга, когда Энрико Дегано из команды Barloworld выиграл финишный спринт. Победителем генеральной классификации стал колумбиец Маурисио Ардила из Vlaanderen-T Interim.
В 2005 году вошёл в календарь появившегося UCI Europe Tour. В 2007 году гонка вместо привычного Лондона финишировала в Глазго с целью повысить его шансы на проведение Игр Содружества 2014 года.
Тур Британии в 2012 году впервые с момента перезапуска изначально выиграл британский гонщик Джонатан Тьернан-Лок. В 2014 году, после расследования о нарушении биологического паспорта он был дисквалифицирован на два года и лишён своей победы 2012 года, которая отошла к австралийцу Нейтану Хаасу.
 Марк Кавендиш в своей последней гонке в качестве чемпиона мира выиграл три этапа, в том числе заключительный в тяжелом спринте по мощеной главной улице Гилфорда. Победитель Тур де Франс 2012 Брэдли Виггинс был вынужден сойти с гонки после пятого этапа из-за проблемы с желудком.
На десятой юбилейной гонке после возрождения в 2013 году победил британец Сэр Брэдли Уиггинс.
В 2014 года Тур Британии получил категорию 2.HC.

## Классификации
На гонке с 2004 года разыгрываются следующие зачёты
- — Генеральная классификация
- — Очковая классификация
- — Горная классификация
- — Спринтерская классификация

## Призёры

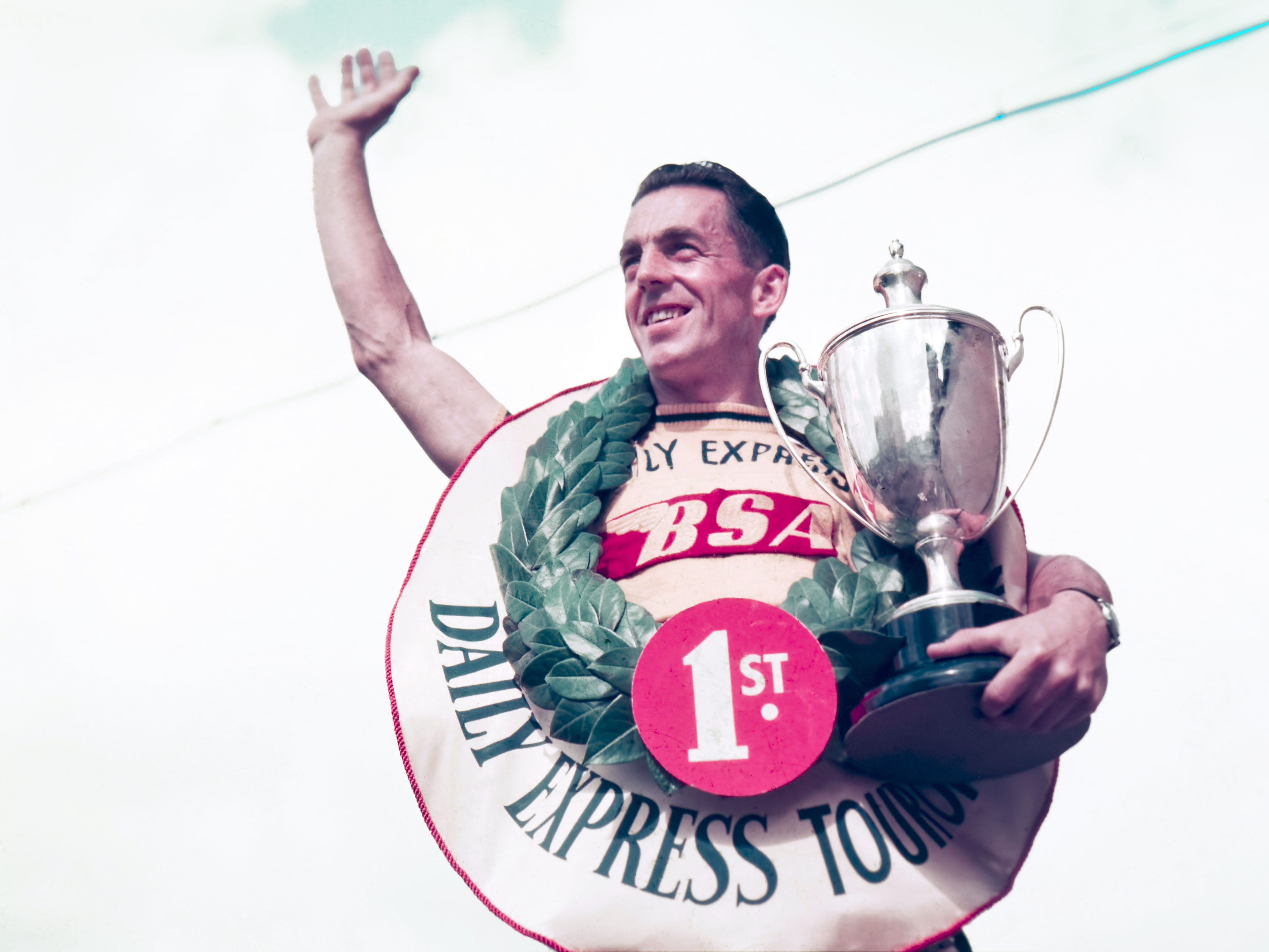
Гордон Томас c кубком Тура Британии 1953 года

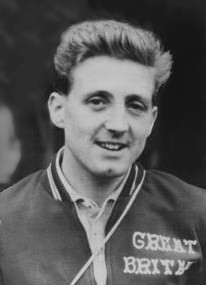
Уильям Бредли

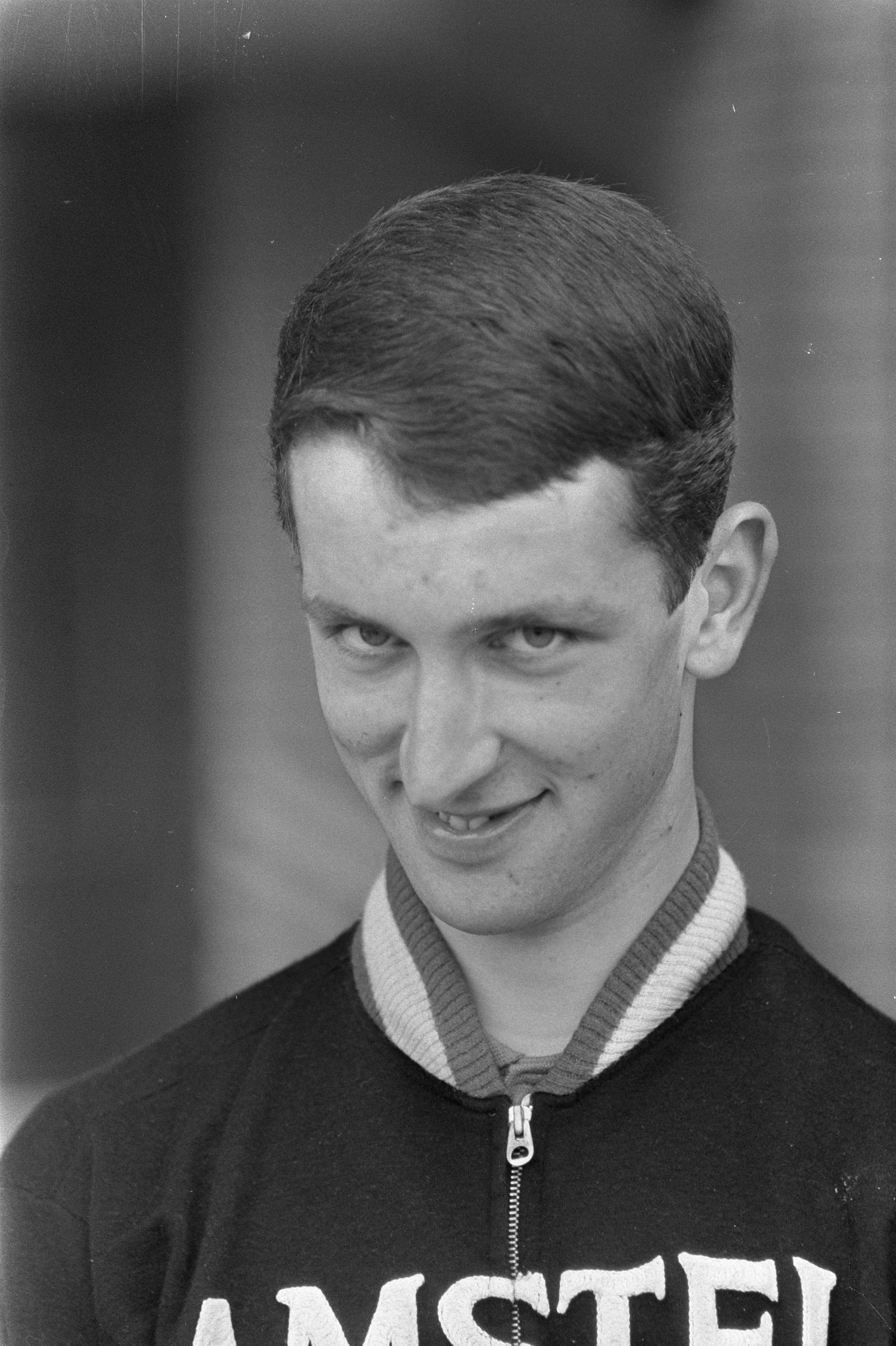
Фёдор ден Хертог

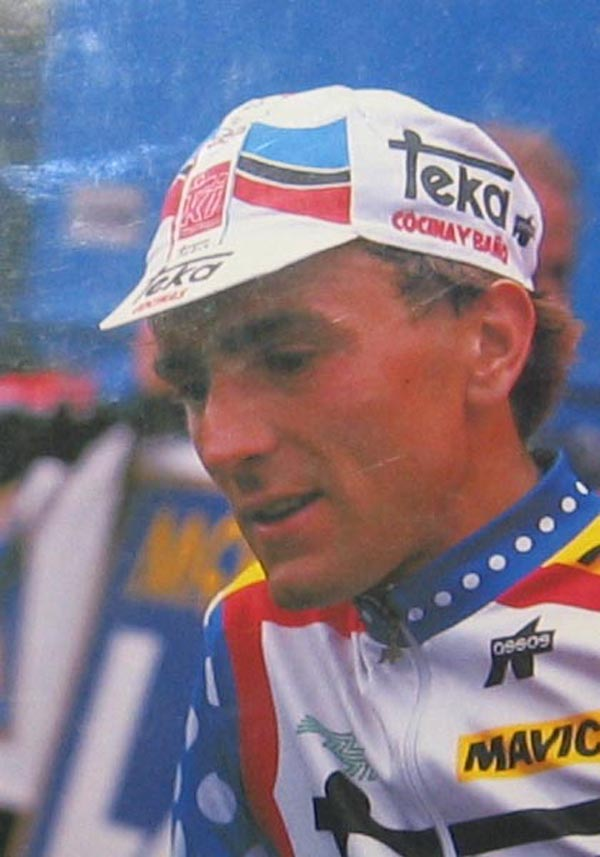
Малкольм Эллиот

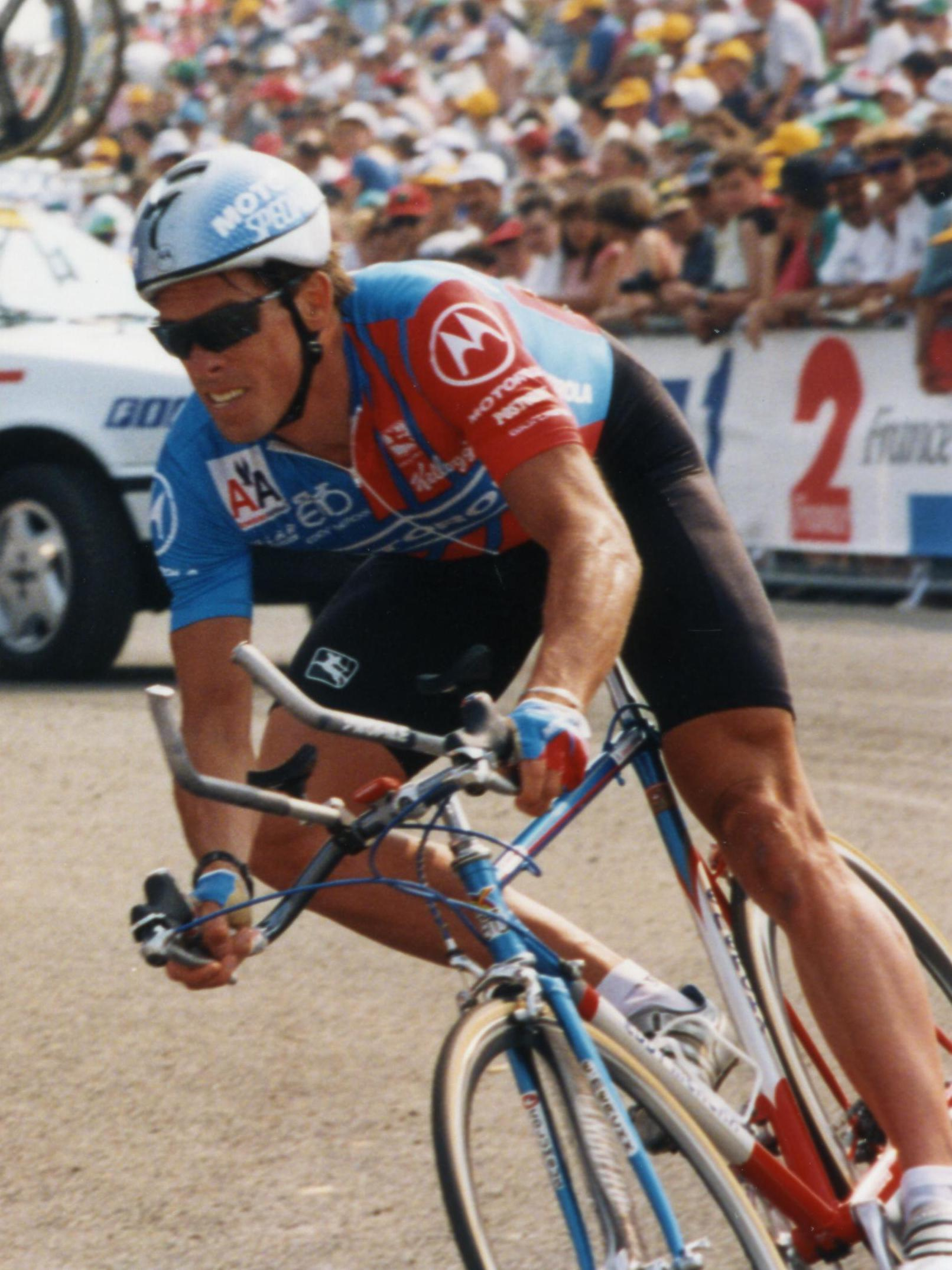
Фил Андерсон

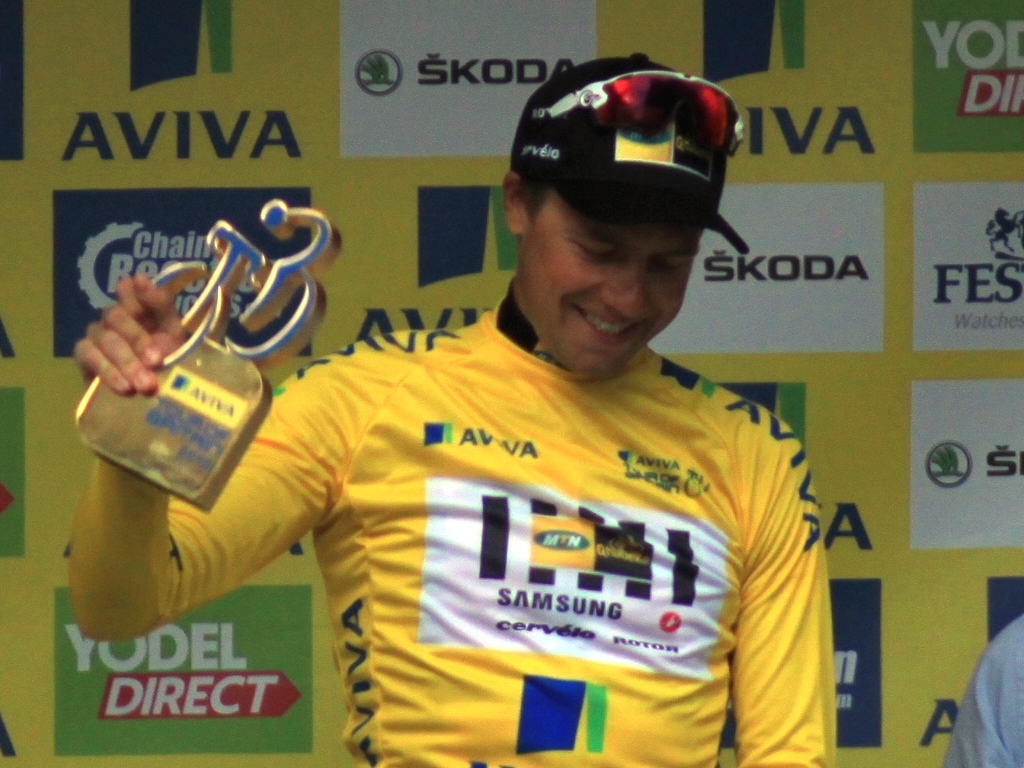
Эдвальд Боассон Хаген с призом за победу в 2015 году

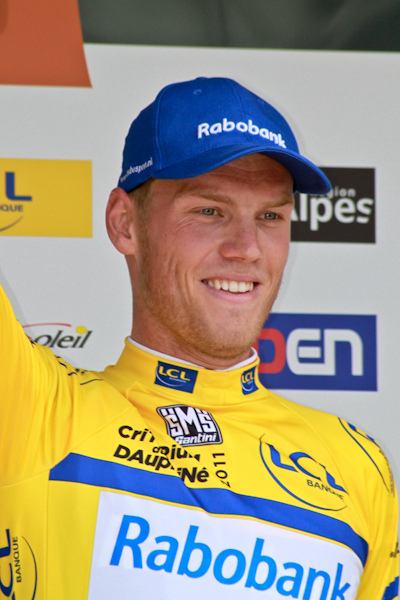
Ларс Боом

### 1945—1956
| Год  | Название           | Победитель        | Второй              | Третий          |
| ---- | ------------------ | ----------------- | ------------------- | --------------- |
| 1945 | Victory Marathon   | Robert Batot      | Geoff Clark         | Dennis Jaggard  |
| 1946 | Brighton-Glasgow   | Mike Peers        | Alex Hendry         | Jack Williams   |
| 1947 | Brighton-Glasgow   | George Kessock    | John Raines         | Len West        |
| 1948 | Brighton-Glasgow   | Tom Saunders      | Allan Howard Clarke | Norman Jones    |
| 1949 | Brighton-Glasgow   | Geoff Clark       | George Lander       | Tom Saunders    |
| 1950 | Brighton-Glasgow   | George Lander     | Ken Russell         | Edmond Pierre   |
| 1951 | Brighton-Glasgow   | Ian Greenfield    | Lawry Kitchen       | Bob Dykes       |
| 1951 | Butlin Tour        | Stan Blair        | Derek Buttle        | Bill Bellamy    |
| 1951 | Tour of Britain    | Ian Steel         | Alec Taylor         | Ian Greenfield  |
| 1952 | Brighton-Glasgow   | Bill Bellamy      | Len Wightman        | Anthony Smith   |
| 1952 | Tour of Britain    | Ken Russell       | Leslie Scale        | Bob Maitland    |
| 1953 | Tour of Britain    | Гордон Томас      | Leslie Scale        | John Pottier    |
| 1954 | Tour of Britain    | Eugène Tamburlini | Brian Robinson      | Dave Bedwell    |
| 1954 | Circuit of Britain | Vivian Bailes     | Derek Evans         | Brian Haskell   |
| 1955 | Tour of Britain    | Tony Hewson       | Ken Mitchell        | Richard Bartrop |
| 1955 | Circuit of Britain | Des Robinson      | Derek Evans         | Ray Holliday    |
| 1956 | Tour of Britain    | Richard McNeil    | Gil Taylor          | Ron Killey      |

### Milk Race
| Год  | Победитель        | Второй                      | Третий               |
| ---- | ----------------- | --------------------------- | -------------------- |
| 1958 | Рихард Дурлахер   | Билл Брэдли                 | Альфонс Свик         |
| 1959 | Билл Брэдли       | Джон Геддес                 | Constant De Keyser   |
| 1960 | Билл Брэдли       | Уильям Холмс                | Ове Адамссон         |
| 1961 | Уильям Холмс      | Juan María Uribezubia Velar | Уорик Далтон         |
| 1962 | Евгениуш Покорный | Уильям Холмс                | Jim Hinds            |
| 1963 | Peter Chisman     | Константин Думитреску       | José Ramón Goienetxe |
| 1964 | Arthur Metcalfe   | Висенте Лопес Каррил        | Terence West         |
| 1965 | Лесли Уэст        | Януш Жаньяк                 | Джон Беттисон        |
| 1966 | Юзеф Гавличек     | Станислав Чепель            | Питер Абт            |
| 1967 | Лесли Уэст        | Dave Rollinson              | Stanisław Demel      |
| 1968 | Йёста Петтерссон  | Владимир Соколов            | Питер Дойл           |
| 1969 | Фёдор Ден Хертог  | Popke Oosterhof             | Питер Бакли          |
| 1970 | Jiří Mainuš       | Юзеф Миколайчик             | Маттейс де Конинг    |
| 1971 | Фёдор Ден Хертог  | Марсель Дюшмен              | Йосеф Фукс           |
| 1972 | Хенни Кёйпер      | Марсель Дюшмен              | Ежи Звирко           |
| 1973 | Пит Ван Катвейк   | Бернт Юханссон              | Фёдор Ден Хертог     |
| 1974 | Рой Схёйтен       | Рышард Шурковский           | Торд Филипссон       |
| 1975 | Бернт Юханссон    | Vladimír Vondráček          | Торд Филипссон       |
| 1976 | Уильям Никсон     | Джозеф Вог                  | Свен-Аке Нильссон    |
| 1977 | Caид Гусейнов     | Альф Сёгерсал               | Paul Carbutt         |
| 1978 | Ян Бжезный        | Lennart Fagerlund           | Боб Даунс            |
| 1979 | Юрий Каширин      | Януш Позак                  | Hynek Dvořáček       |
| 1980 | Иван Мищенко      | Рамазан Галялетдинов        | Сергей Сухорученков  |
| 1981 | Сергей Кривошеев  | Андрей Ведерников           | Збигнев Щепковский   |
| 1982 | Юрий Каширин      | Олег Логвин                 | Олег Чужда ст.       |
| 1983 | Matt Eaton        | Штефан Брыкт                | Малкольм Эллиот      |
| 1984 | Олег Чужда ст.    | Штефан Брыкт                | Кьель Нильссон       |
| 1985 | Эрик Ван Ланкер   | Кларенс Никман              | Пол Уотсон           |
| 1986 | Джоуи Маклофлин   | Малкольм Эллиот             | Шейн Саттон          |
| 1987 | Малкольм Эллиот   | Александр Зиновьев          | Мирослав Сикора      |
| 1988 | Василий Жданов    | Петер Пршикрыл              | Стив Джонс           |
| 1989 | Брайан Уолтон     | Кит Рейнолдс                | Олаф Лурвик          |
| 1990 | Шейн Саттон       | Роб Холден                  | Мирослав Вашичек     |
| 1991 | Крис Уокер        | Simeon Hempsall             | Кит Рейнолдс         |
| 1992 | Конор Хенри       | Вилли Виллемс               | Петер Вербекен       |
| 1993 | Chris Lillywhite  | Оле Сигурд Сименсен         | Daniel Kovar         |

### Kellogg's Tour
| Год  | Победитель         | Второй           | Третий             |
| ---- | ------------------ | ---------------- | ------------------ |
| 1987 | Джоуи Маклофлин    | Стивен Рокс      | Серхио Финацци     |
| 1988 | Малкольм Эллиот    | Джоуи Маклофлин  | Шон Келли          |
| 1989 | Роберт Миллар      | Мауро Джанетти   | Ремиг Штумпф       |
| 1990 | Мишель Дернис      | Роберт Миллар    | Маурицио Фондриест |
| 1991 | Фил Андерсон       | Руди Вердонк     | Хейнц Имбоден      |
| 1992 | Максимильян Шандри | Адри ван дер Пул | Хендрик Редант     |
| 1993 | Фил Андерсон       | Владимир Белли   | Бо Андре Намтведт  |
| 1994 | Маурицио Фондриест | Вячеслав Екимов  | Олаф Людвиг        |

### Prudential Tour
| Год  | Победитель      | Второй       | Третий            |
| ---- | --------------- | ------------ | ----------------- |
| 1998 | Стюарт О’Грэйди | Крис Бордман | Дариуш Барановски |
| 1999 | Марк Ваутерс    | Бенуа Иоахим | Бьёрнар Вестол    |

### Tour of Britain
| Год  | Победитель            | Второй                     | Третий           |
| ---- | --------------------- | -------------------------- | ---------------- |
| 2004 | Маурисио Ардила       | Джулиан Дин                | Ник Нюйенс       |
| 2005 | Ник Нюйенс            | Микаэль Блаудсун           | Хавьер Чарро     |
| 2006 | Мартин Педерсен       | Луис Пасамонтес            | Филиппо Поццато  |
| 2007 | Ромен Фейю            | Адриан Паломарес           | Люк Робертс      |
| 2008 | Жофруа Лекатр         | Стив Каммингс              | Иэн Стэннард     |
| 2009 | Эдвальд Боассон Хаген | Кристофер Саттон           | Мартин Реймер    |
| 2010 | Микаэль Альбазини     | Борут Божич                | Грег Хендерсон   |
| 2011 | Ларс Бом              | Стив Каммингс              | Ян Барта         |
| 2012 | Нейтан Хаас           | Дамиано Карузо             | Ли Ховард        |
| 2013 | Брэдли Уиггинс        | Мартин Эльмигер            | Саймон Йейтс     |
| 2014 | Дилан Ван Барле       | Михал Квятковский          | Брэдли Уиггинс   |
| 2015 | Эдвальд Боассон Хаген | Ваут Пулс                  | Оуэйн Доулл      |
| 2016 | Стив Каммингс         | Роан Деннис                | Том Дюмулен      |
| 2017 | Ларс Бом              | Эдвальд Боассон Хаген      | Штефан Кюнг      |
| 2018 | Жюлиан Алафилипп      | Ваут Пулс                  | Примож Роглич    |
| 2019 | Матье Ван дер Пул     | Маттео Трентин             | Яспер Де Бёйст   |
| 2021 | Ваут Ван Арт          | Итан Хейтер                | Жюлиан Алафилипп |
| 2022 | Гонсало Серрано       | Том Пидкок                 | Омар Фрайле      |
| 2023 | Ваут Ван Арт          | Тобиас Халланд Йоханнессен | Дамьен Хоусон    |
| 2024 | Стивен Уильямс        | Оскар Онли                 | Tom Donnenwirth  |

- В 2012 году первоначально победу одержал великобританец Джонатан Тьернан-Лок, но в 2014 году он был диквалификацирован UCI после расследования о нарушении биологического паспорта до 31 декабря 2015 года и был лишён победы. Произошло перераспределение мест.[15][16][17][18]

### Достижения советских велогонщиков

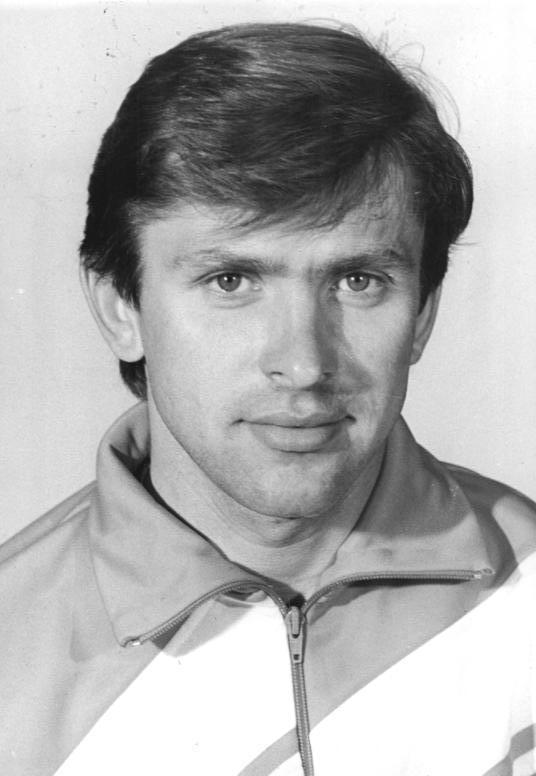
Василий Жданов

| Год  | Гонщик               | Место     | Гонка     |
| ---- | -------------------- | --------- | --------- |
| 1966 | Станислав Чепель     | 2-е место | Milk Race |
| 1968 | Владимир Соколов     | 2-е место | Milk Race |
| 1977 | Саид Гусейнов        | 1-е место | Milk Race |
| 1979 | Юрий Каширин         | 1-е место | Milk Race |
| 1980 | Иван Мищенко         | 1-е место | Milk Race |
| 1980 | Рамазан Галялетдинов | 2-е место | Milk Race |
| 1980 | Сергей Сухорученков  | 3-е место | Milk Race |
| 1981 | Сергей Кривошеев     | 1-е место | Milk Race |
| 1981 | Андрей Ведерников    | 2-е место | Milk Race |
| 1982 | Юрий Каширин         | 1-е место | Milk Race |
| 1982 | Олег Логвин          | 2-е место | Milk Race |
| 1982 | Олег Чужда           | 3-е место | Milk Race |
| 1984 | Олег Чужда           | 1-е место | Milk Race |
| 1987 | Александр Зиновьев   | 2-е место | Milk Race |
| 1988 | Василий Жданов       | 1-е место | Milk Race |